# Трејер
Трејер (енгл. Traer) град је у америчкој савезној држави Ајова. По попису становништва из 2010. у њему је живело 1.703 становника.

## Демографија
Према попису становништва из 2010. у граду је живело 1.703 становника, што је 109 (6,8%) становника више него 2000. године.
| Група             | 2000.         | 2010.         |
| Белци             | 1.581 (99,2%) | 1.660 (97,5%) |
| Афроамериканци    | 5 (0,3%)      | 3 (0,2%)      |
| Азијати           | 2 (0,1%)      | 6 (0,4%)      |
| Хиспаноамериканци | 2 (0,1%)      | 14 (0,8%)     |
| Укупно            | 1.594         | 1.703         |